# 23. skupina astronautů NASA

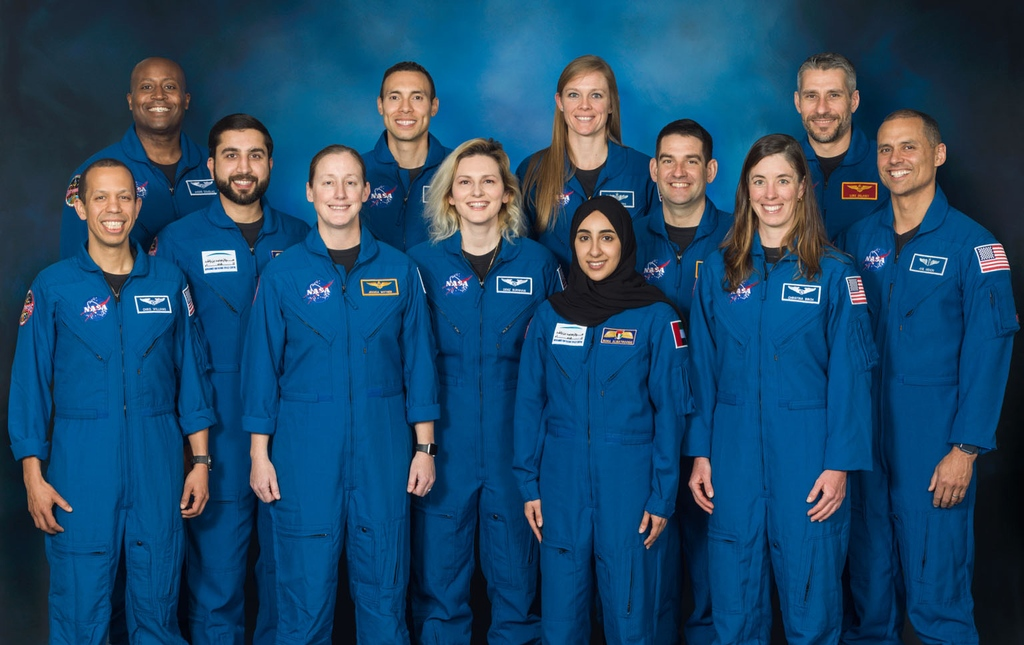
Williams, Douglas, al-Mulla, Wittnerová, Berríos, Burnhamová, Ayersová, al-Matróšiová, Hathaway, Birchová, Delaney a Menon (zleva)

23. skupina astronautů NASA je dvanáctičlenný tým složený v roce 2021 z kandidátů na astronauty, které vybrala americká vesmírná agentura NASA a spolupracující emirátská vesmírná agentura MBRSC. Skupina byla pojmenována The Flies (Mouchy) a základní výcvik ukončila na jaře 2024.

## Historie skupiny
Výběr členů 23. skupiny NASA zahájila v únoru 2020 s předpokladem ukončení v polovině roku 2021. Začátek výcviku dalších astronautů generace Artemis však poznamenal COVID-19, když kvůli komplikacím s osobními pohovory s uchazeči v Johnsonově vesmírném středisku NASA proces dvakrát prodloužila. Nejprve v srpnu 2020 počítala s ukončením výběru a oznámením nových kandidátů v říjnu nebo listopadu 2021 a zahájením tréninku v prosinci 2021, ale při další revizi harmonogramu v březnu 2021 vyhlášení výsledků odložila na konec podzimu 2021 a zahájení základního tréninku nové skupiny na leden 2022.
A tak NASA desítku nových kandidátů na astronauty vybraných z více než 12 000 zájemců představila 6. prosince 2021. Stali se jimi Nichole Ayersová, Marcos Berríos, Christina Birchová, Deniz Burnhamová, Luke Delaney, Andre Douglas, Jack Hathaway, Anil Menon, Christopher Williams, Jessica Wittnerová
O měsíc později s nimi výcvik zahájili také dva kandidáti vybraní Vesmírným střediskem Mohammeda bin Rašída ze Spojených arabských emirátů, partnerské organizace NASA – Nora al-Matróšiová a Mohammad al-Mulla.
Slavnostní uzavření základního výcviku 23. skupiny včetně obou emirátských kandidátů se uskutečnilo 5. března 2024. Počet aktivních astronautů NASA se tak zvýšil ze 38 na 48.
Jako první ze skupiny byla do konkrétní letové posádky zařazena Nichole Ayersová, a to jako pilotka lodi Crew Dragon na misi SpaceX Crew-10, kterou také v roce 2025 úspěšně absolvovala.

### Pojmenování The Flies (Mouchy)
V duchu zavedené tradice dostala jméno od předchozí 22. skupiny (Želvy). Její členové své nástupce pojmenovali "Mouchy".

## Seznam členů skupiny
| Astronaut            | Uskutečněné a budoucí mise   | Celkový čas letů            | Astronautem do |
| -------------------- | ---------------------------- | --------------------------- | -------------- |
| Nichole Ayersová     | SpaceX Crew-10 (Expedice 73) | 147 dní, 16 hodin, 29 minut | aktivní        |
| Marcos Berríos       |                              | (dosud neletěl)             | aktivní        |
| Christina Birchová   |                              | (dosud neletěla)            | aktivní        |
| Deniz Burnhamová     |                              | (dosud neletěla)            | aktivní        |
| Luke Delaney         |                              | (dosud neletěl)             | aktivní        |
| Andre Douglas        |                              | (dosud neletěl)             | aktivní        |
| Jack Hathaway        |                              | (dosud neletěl)             | aktivní        |
| Anil Menon           | Sojuz MS-29 (Expedice 75)    | (dosud neletěl)             | aktivní        |
| Christopher Williams |                              | (dosud neletěl)             | aktivní        |
| Jessica Wittnerová   |                              | (dosud neletěla)            | aktivní        |
|                      |                              |                             |                |
| Nora al-Matróšiová   |                              | (dosud neletěla)            | aktivní        |
| Mohammad al-Mulla    |                              | (dosud neletěl)             | aktivní        |